# Peter Brugger (Neuropsychologe)
Peter Brugger (* 1957 in Zürich) ist ein Schweizer Neuropsychologe und Professor für Verhaltensneurologie und Neuropsychiatrie an der Universität Zürich.

## Leben
Brugger liess sich zunächst zum Grundschullehrer ausbilden, bevor er in Zürich Biologie und Psychologie studierte. Er promovierte 1991 in Zoologie zum Thema «Subjektiver Zufall: Implikationen für Neuropsychologie und Parapsychologie». Es folgten Forschungsaufenthalte in San Diego und Victoria (British Columbia). Nach seiner Rückkehr nach Zürich habilitierte er sich an der Medizinischen Fakultät zum Thema «From Phantom Limb to Phantom Body: The Neuropsychiatry of Extracorporal Awareness». Er ist Mitglied des Zentrums für Integrative Humanphysiologie (ZIHP) der Universität Zürich.
Brugger ist dreifacher Vater. Die beiden Söhne arbeiten im sozialen Bereich, seine Tochter Hazel ist eine bekannte Slam-Poetin, Kabarettistin und Moderatorin.

## Forschung
Sein Glauben an Telepathie und Hellsehen motivierte Brugger zu seinem Studium. Er erkannte dies jedoch als Irrtum und widmete sich fortan der Erforschung der neurologischen Grundlage des Glaubens. Zu Bruggers Forschungsschwerpunkten zählen die Repräsentation von Raum, Körper, Zahl und Zeit im Gehirn, sowie Neuropsychologie und Neuropsychiatrie von Kreativität und Wahn. Er beschäftigt sich zudem mit Amputation, Fremdgliedrigkeit, Halluzinationen und Identitätsstörungen.
Brugger ist Mitglied des Wissenschaftsrats der Gesellschaft zur wissenschaftlichen Untersuchung von Parawissenschaften.

## Publikationen (Auswahl)
- Andreas U. Monsch, Mark W. Bondi, Nelson Butters, Jane S. Paulsen, David P. Salmon, Peter Brugger, Michael R. Swenson: A comparison of category and letter fluency in Alzheimer’s disease and Huntington’s disease. In: Neuropsychology, 8, Nr. 1, 1994, S. 25–30.
- Daniel Bächtold, Martin Baumüller, PeterBrugger: Stimulus-response compatibility in representational space. In: Neuropsychologia, 36, Nr. 8, 1998, S. 731–735.
- Peter Brugger, Spyros S. Kollias, René M. Müri, Gérard Crelier, Marie-Claude Hepp-Reymond, Marianne Regard: Beyond re-membering: Phantom sensations of congenitally absent limbs. In: PNAS, 97, Nr. 11, 2000, S. 6167–6172.
- Patrik Vuilleumier, Stéphanie Ortigue, Peter Brugger: The Number Space and Neglect. In: Cortex, 40, Nr. 2, 2004, S. 399–410.
- Olaf Blanke, Christine Mohr, Christoph M. Michel, Alvaro Pascual-Leone, Peter Brugger, Margitta Seeck, Theodor Landis, Gregor Thut: Linking Out-of-Body Experience and Self Processing to Mental Own-Body Imagery at the Temporoparietal Junction. In: Journal of Neuroscience, 25, Nr. 3, 2005, S. 550–557.
- Daria Knoch, Lorena R. R. Gianotti, Alvaro Pascual-Leone, Valerie Treyer, Marianne Regard, Martin Hohmann, Peter Brugger: Disruption of Right Prefrontal Cortex by Low-Frequency Repetitive Transcranial Magnetic Stimulation Induces Risk-Taking Behavior. In: Journal of Neuroscience, 26, Nr. 24, 2006, S. 6469–6472.
- Martin H. Fischer, Peter Brugger: When digits help digits: spatial–numerical associations point to finger counting as prime example of embodied cognition. In: Front. Psychol., 2, Nr. 260, 2011.